# كاميرا مراقبة السرعة

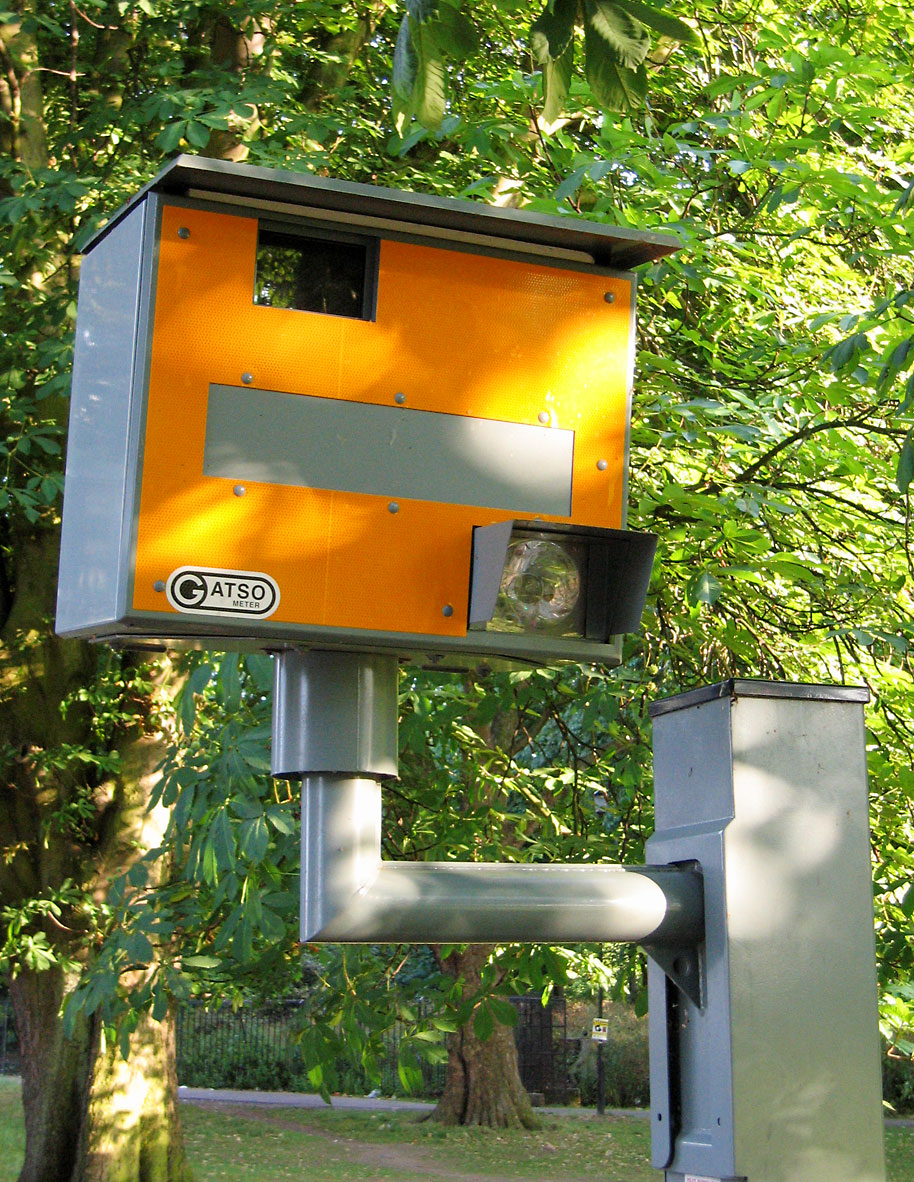
كاميرا مراقبة السرعة

كاميرا مراقبة السرعة أو كاميرا إنفاذ قوانين المرور أو رادار المرور (بالإنجليزية: Traffic enforcement camera)‏ هي كاميرات آلية توضع بجانب الطرق أو تثبّت بالسيارات أو تمسك باليد، الغرض منها التقاط حركة السيارات المخالفة لقوانين المرور من حيث تجاوز السرعة المحددة أو قطع الإشارات الضوئية أو السير في مسار الحافلات وغيرها.

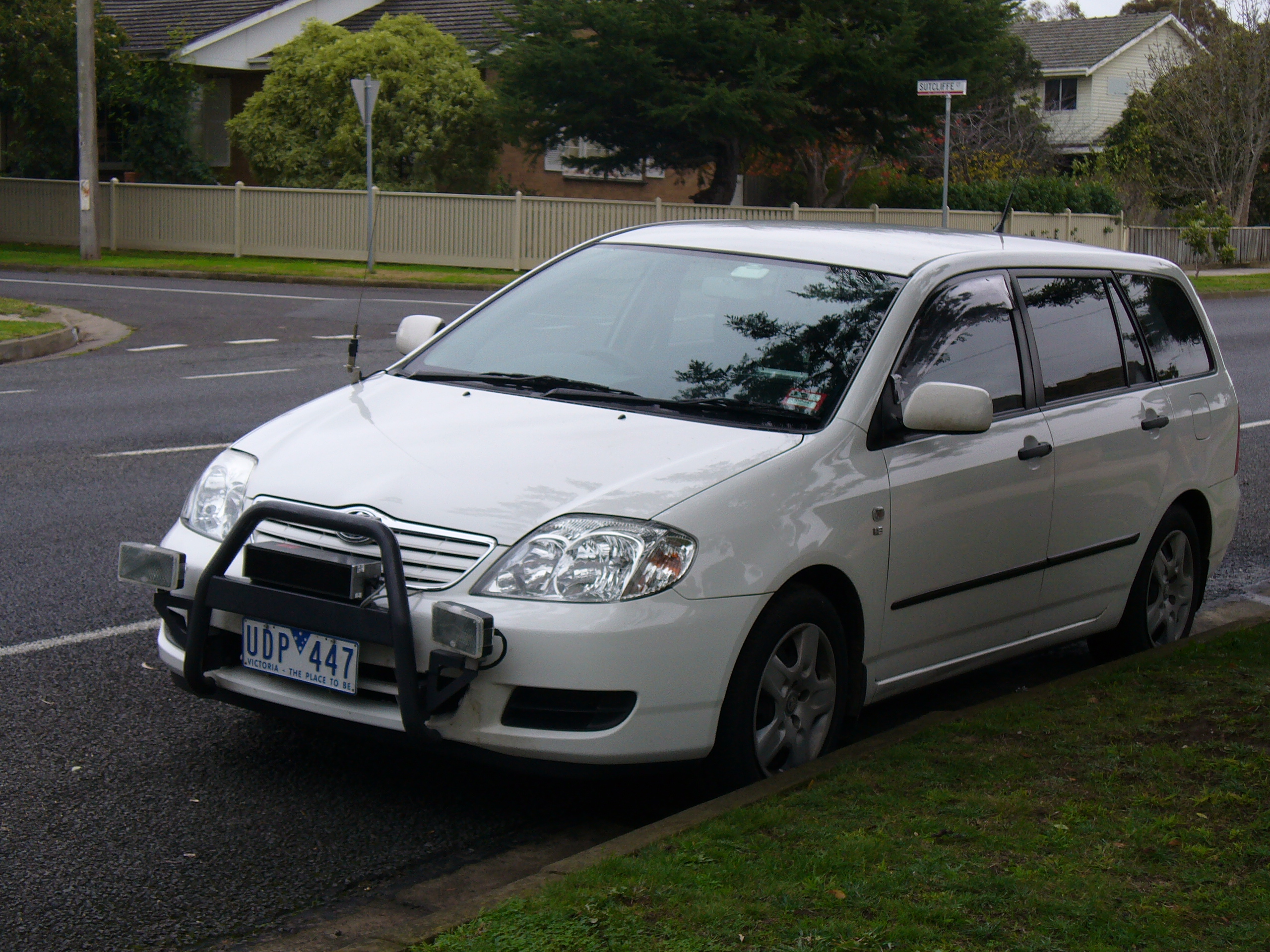
كاميرا مراقبة سرعة مثبة على سيارة

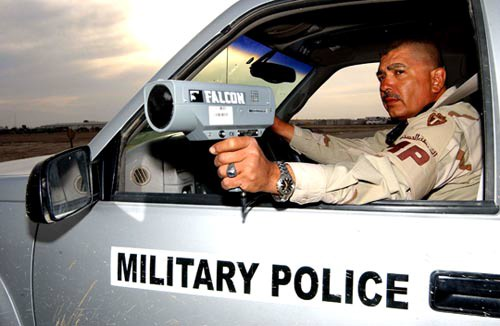
شرطي مرور يلتقط صور لسيارت التي يشتبه انها تخطت السرعة القانونية

## انظمة مراقبة السرعة بالوطن العربي
- نظام ساهر
- الجيل الجديد لكاميرات المراقبة